# Giulio Terzaghi
Pour les articles homonymes, voir Terzaghi.
Giulio Terzaghi est un patriote italien. Membre du Comité des barricades et du conseil de guerre, du gouvernement provisoire de Milan entre le 23 mars 1848 et le 2 août 1848, durant les émeutes pour l'indépendance italienne contre l'Autriche.

## Biographie
« Sa Majesté Impériale et Royale l'empereur d'Autriche décide d'abolir la censure sur la presse », cette petite réforme ne peut  satisfaire le peuple, même les plus modérés parmi les libéraux et, le 18 mars 1848, une foule se rassemble pour demander, au député, le comte Gabrio Casati d'aller rencontrer le gouverneur O'Donnel, et de soumettre leurs demandes décidées la veille. Précédée du maire, muni du drapeau tricolore italien, accompagné de Casati, suivi de Cesare Correnti, Enrico Cernuschi, Anselmo Guerrieri, Marco Greppi, Antonio Beretta (it), Carlo Taverna et Giulio Terzaghi, la foule se rend au palais du gouvernement.
Le 20 mars 1848 Giulio Terzaghi crée avec Carlo Cattaneo et d'autres le « Comité des barricades et le conseil de guerre » durant les émeutes pour l'indépendance italienne contre l'Autriche,

## Édit du 23 mars 1848
Le 23 mars 1848, le « Comité des barricades et du conseil de guerre » publie l'édit suivant :  « Les cinq premières journées sont accomplies,  et nos combattants, sous le nom de première légion, armée de la frontière, armées des Alpes, ont rejoint le plus tôt possible les cimes des Alpes et la frontière, que le doigt de Dieu a, depuis le commencement des siècles, assigné à l'Italie.
« Les défenseurs de la cité armeront la seconde légion, et pour imiter nos frères et compléter une grande institution italienne, ils prendront le nom de garde civique. »
« Braves qui, de près ou de loin, accourez à nous, joignez-vous à l'armée et à la garde, tant que vos armes vous le permettront....Mais unissez-vous et organisez-vous, obéissez au commandement fraternel. Vos chefs seront élus par vous-mêmes ! Debout donc : Vive l'armée des Alpes ! Vive la « garde de la cité ! »
Le comité de la guerre : Pompeo Litta Biumi — Giorgio Glerici — Giulio Terzaghi — Carlo Cattaneo — Carnevali — Enrico Cernuschi.